# Todorovići
Todorovići (cyr. Тодоровићи) – wieś w Bośni i Hercegowinie, w Republice Serbskiej, w gminie Čajniče. W 2013 roku liczyła 48 mieszkańców.